# Drew O’Connell
Drew O’Connell (* 6. Juni 1996) ist ein professioneller US-amerikanischer Pokerspieler. Er ist zweifacher Braceletgewinner der World Series of Poker.

## Pokerkarriere

### Werdegang
O’Connell spielt seit der Vollendung seines 21. Lebensjahres Onlinepoker. Er nutzt die Nicknames dudeguydrew (WSOP.com), maniacalmonk (partypoker NJ) und Shady OC (Americas Cardroom). Seine Turniergewinne liegen bei mehr als einer Million US-Dollar, wobei der Großteil bei WSOP.com erspielt wurde.
Seine erste Geldplatzierung bei einem Live-Pokerturnier erzielte der Amerikaner Ende Juni 2018 in Hanover im US-Bundesstaat Maryland bei einem Event der Variante No Limit Hold’em. Wenige Tage später gewann er in Oxon Hill sein erstes Live-Turnier und erhielt eine Siegprämie von knapp 15.000 US-Dollar. Während der COVID-19-Pandemie erzielte er bei der Erstaustragung der World Series of Poker Online (WSOPO) auf WSOP.com vier Geldplatzierungen, darunter ein Finaltisch, der ihm rund 20.000 US-Dollar einbrachte. Auch bei der WSOPO 2021 kam O’Connell insgesamt neunmal in die Geldränge. Dabei entschied er die No Limit Hold’em Championship für sich und erhielt ein Bracelet sowie den Hauptpreis von knapp 150.000 US-Dollar. Im Oktober 2021 war der Amerikaner erstmals bei der Hauptturnierserie der World Series of Poker im Rio All-Suite Hotel and Casino in Paradise am Las Vegas Strip erfolgreich und kam beim Millionaire Maker in die Geldränge. Bei der WSOPO 2022 gewann er das No-Limit Hold’em High Roller und sicherte sich knapp 100.000 US-Dollar sowie sein zweites Bracelet. Mitte Dezember 2022 erreichte O’Connell beim Main Event der World Poker Tour im Wynn Las Vegas den Finaltisch und erhielt für seinen achten Platz seine bislang mit Abstand höchste Auszahlung von knapp 550.000 US-Dollar.
Insgesamt hat sich O’Connell mit Poker bei Live-Turnieren knapp 700.000 US-Dollar erspielt.

### Braceletübersicht
O’Connell kam bei der WSOP 23-mal ins Geld und gewann zwei Bracelets:
| Jahr   | Buy-in (in $) | Turnier                                  | Teilnehmer | Preisgeld (in $) |
| ------ | ------------- | ---------------------------------------- | ---------- | ---------------- |
| 2021 O | 1000          | WSOP.com – No Limit Hold’em Championship | 821        | 146.893          |
| 2022 O | 3200          | WSOP.com – No-Limit Hold’em High Roller  | 124        | 096.087          |